# Grabno (Kętrzyn)
Grabno (deutsch Weitzdorf) ist ein Ort in der polnischen Woiwodschaft Ermland-Masuren. Er gehört zur Gmina Kętrzyn (Landgemeinde Rastenburg) im Powiat Kętrzyński (Kreis Rastenburg).

## Geographische Lage
Grabno liegt westlich des Flüsschens Dajna (deutsch Deine) in der nördlichen Mitte der Woiwodschaft Ermland-Masuren, sechs Kilometer südwestlich der Stadt Kętrzyn (Rastenburg).

## Geschichte

### Ortsgeschichte
Das große Gut Weitensdorf, vor 1785 Weitmannsdorf genannt, entstand vor 1437. Es war später mit einem großen Park und einer Windmühle versehen. 1785 galt es als adliges Gut und Dorf mit 22 Feuerstellen, 1820 hatte es mit 17 Feuerstellen insgesamt 145 Einwohner.
Im Jahre 1874 wurden das Dorf und das Gut Weitzdorf in den neu errichteten Amtsbezirk Weitzdorf im Kreis Rastenburg, Regierungsbezirk Königsberg (ab 1905: Regierungsbezirk Allenstein) in der preußischen Provinz Ostpreußen eingegliedert. Er bestand bis 1929 und wurde dann in „Amtsbezirk Groß Neuhof“ (polnisch Biedaszki) umbenannt.
Im Jahre 1885 zählte der Gutsbezirk Weitzdorf 156 und die Landgemeinde Weitzdorf 50 Einwohner. Bis zum Jahre 1910 veränderten sich die Zahlen im Gut auf 181 und im Dorf auf 45.
Am 30. September 1928 gab der Gutsbezirk Weitzdorf seine Eigenständigkeit auf und wurde in die Landgemeinde Weitzdorf eingegliedert. Am 23. Mai 1929 schließlich wurde die so veränderte Landgemeinde Weitzdorf in den Amtsbezirk Muhlack (polnisch Muławki) umgegliedert.
Weitzdorf erhielt in Kriegsfolge, als das gesamte südliche Ostpreußen 1945 an Polen fiel, die polnische Namensform „Grabno“. Heute ist das Dorf ein Teil der Landgemeinde Kętrzyn (Rastenburg) im Powiat Kętrzyński (Kreis Rastenburg), von 1975 bis 1998 der Woiwodschaft Olsztyn, seither der Woiwodschaft Ermland-Masuren zugehörig.

### Amtsbezirk Weitzdorf (1874–1929)
In der Zeit seines Bestehens gehörten zum Amtsbezirk Weitzdorf die Dörfer:
| Deutscher Name     | Polnischer Name | Anmerkungen                                             |
| ------------------ | --------------- | ------------------------------------------------------- |
| Drachenstein       | Smokowo         |                                                         |
| Groß Neuhof        | Biedaszki       |                                                         |
| Klein Neuhof       | Biedaszki Małe  |                                                         |
| Neumühl            | Nowy Młyn       | 1886/87 nach Groß Neuhof eingegliedert                  |
| Philippsdorf       | Filipówka       | 1928 nach Pötschendorf eingegliedert                    |
| Weitzdorf (Dorf)   | Grabno          | 1929 zum Amtsbezirk Muhlack umgegliedert                |
| Weitzdorf, Gut     |                 | 1928 in die Landgemeinde (Dorf) Weitzdorf eingegliedert |
| vor 1908: Prömbock | Porębek         | vor 1908 zum Amtsbezirk Woplauken zugehörig             |

## Kirche
Bis 1945 war Weitzdorf in die evangelische Pfarrkirche Rastenburg in der Kirchenprovinz Ostpreußen der Kirche der Altpreußischen Union sowie in die römisch-katholische Kirche Rastenburgs eingegliedert. Die Orientierung zur Kreisstadt ist für Grabno geblieben, evangelischerseits ist jetzt allerdings die Johanneskirche die zuständige Pfarrkirche, die zur Diözese Masuren der Evangelisch-Augsburgische Kirche in Polen gehört.

## Verkehr
Grabno ist von Kętrzyn aus und auch von Biedaszki aus auf Nebenstraßen zu erreichen. Eine Bahnanbindung gibt es nicht.